# (910) Anneliese
(910) Anneliese es un asteroide perteneciente al cinturón de asteroides descubierto el 1 de marzo de 1919 por Karl Wilhelm Reinmuth desde el observatorio de Heidelberg-Königstuhl, Alemania.
Está nombrado en honor de una conocida del astrónomo alemán Julius Dick.